# Jeep Wrangler
Jeep Wrangler — автомобиль повышенной проходимости, производимый американской компанией Chrysler (отделение Jeep). Автомобиль специально создавался как военный и поставлялся армии Соединенных Штатов Америки. Является преемником автомобилей семейства Jeep CJ. Выпускается с 1986 года. За время производства сменилось несколько поколений Wrangler.

## Wrangler YJ

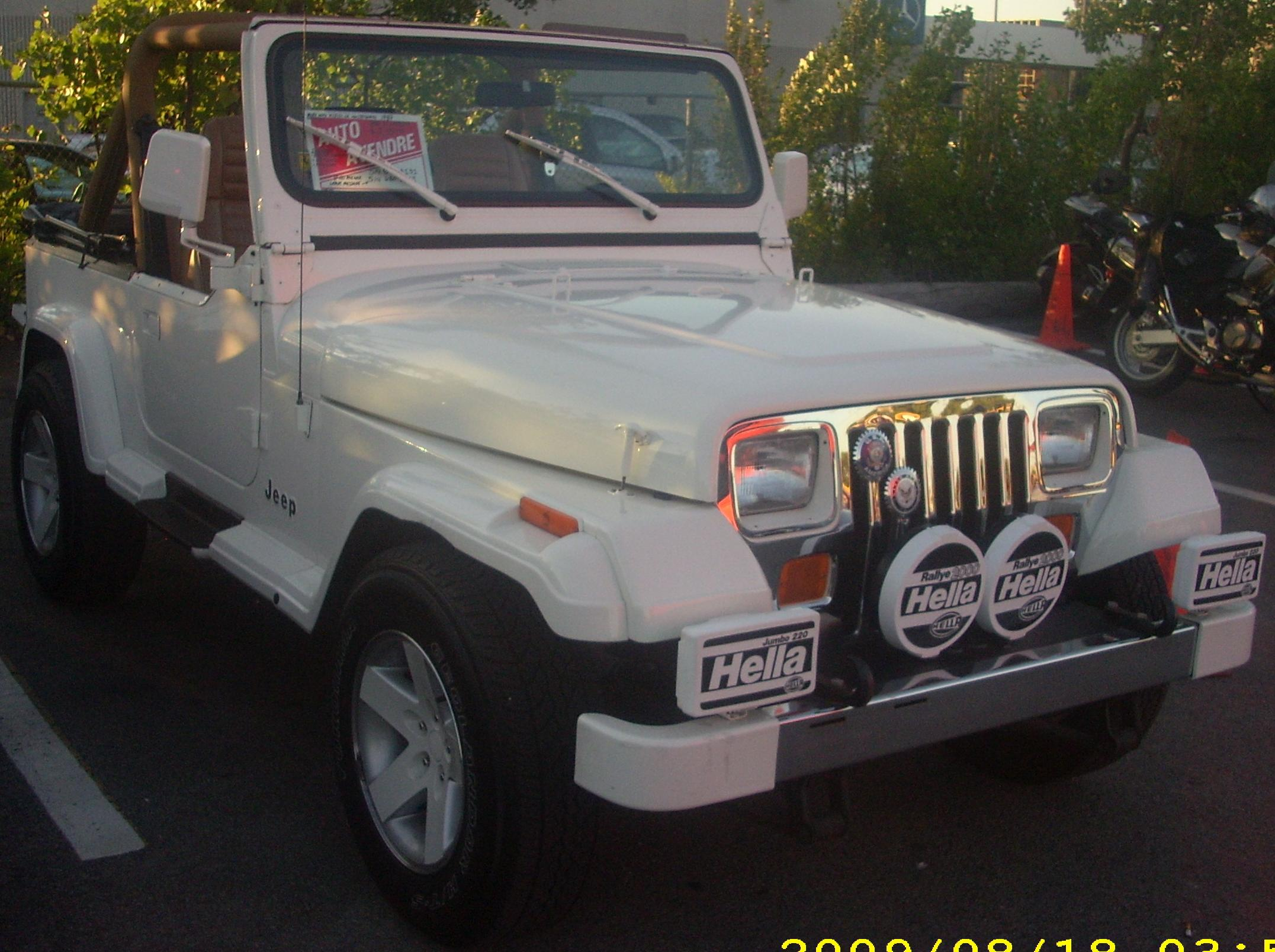
Jeep Wrangler YJ с «коротким» каркасом безопасности (до 1992 года)

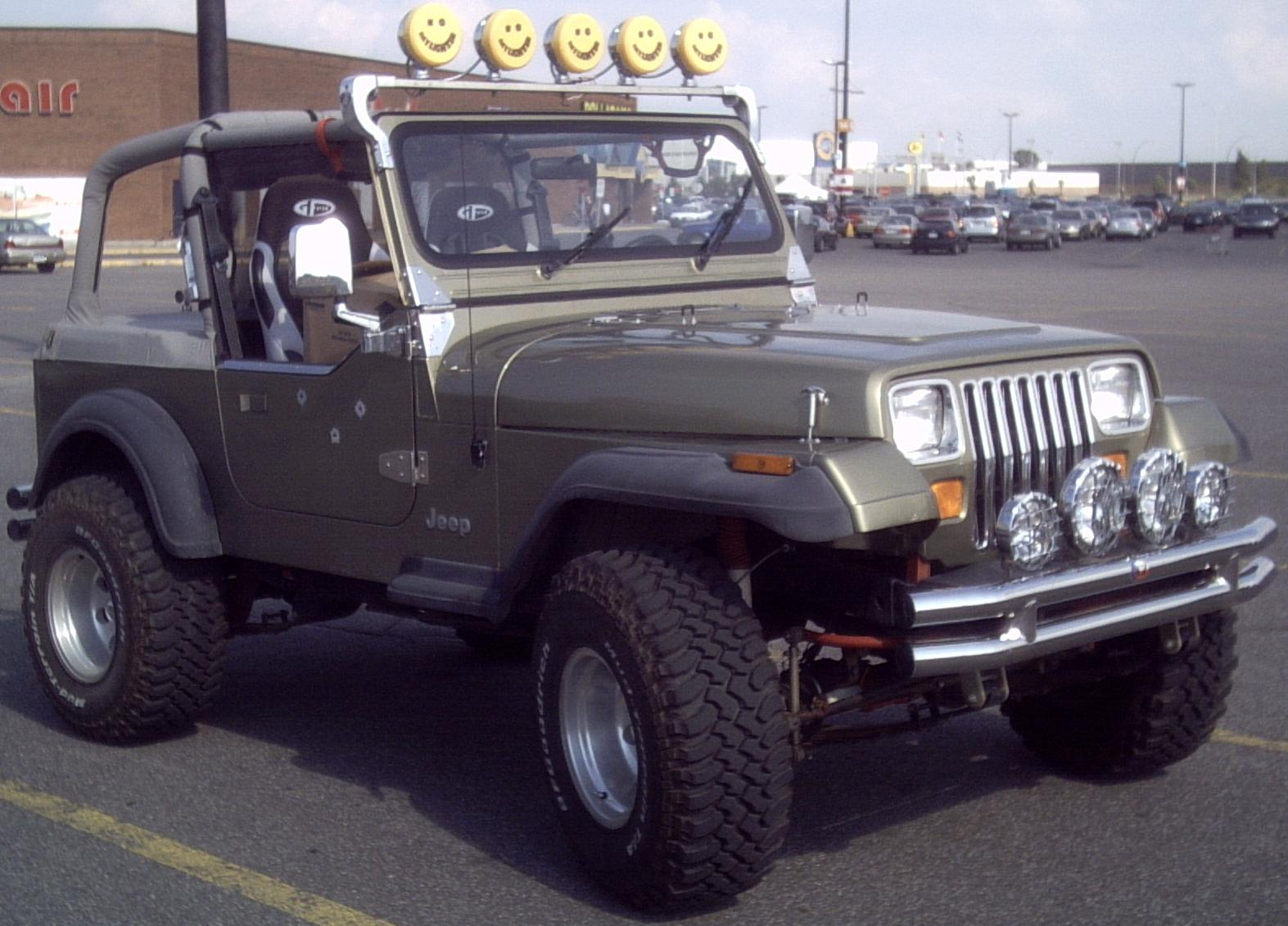
Jeep Wrangler YJ с «длинным» каркасом безопасности (с 1992 года)

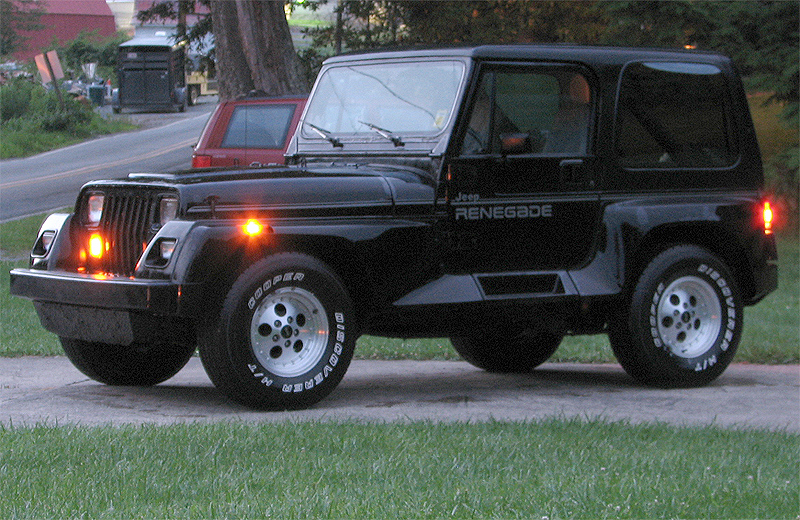
Jeep Wrangler Renegade 1991 года

В 1986 году Jeep YJ, получивший имя Wrangler (1986—1996), заменил на конвейере столь любимый Jeep CJ. Он выпускался на заводе в Брамптон (Онтарио, Канада), пока завод не был закрыт 23 апреля 1992 года. Производство было перенесено в Толидо, штат Огайо, США. Jeep YJ получил новый дизайн с более длинной колесной базой, что несколько уменьшило дорожный просвет, но добавило больше комфорта. Jeep YJ также использовал продольные рессоры в подвеске колёс, как и на джипах серии CJ. Несмотря на новый дизайн, кузов был очень похож на Jeep CJ7, и тоже являлся взаимозаменяемым с некоторыми незначительными изменениями. Jeep YJ стал легко узнаваемым благодаря прямоугольным фарам и положением щеток стеклоочистителя на лобовом стекле. Позднее эти два изменения были отменены при появлении серии TJ в 1996 году. До появления этой серии был построен 632231 автомобиль Jeep YJ , но некоторое время старая и новая модель выпускались параллельно, и до середины 1996 года общее количество выпущенных автомобилей Jeep YJ составило 685 071 единиц.
Jeep YJ до 1991 года использовал рядные бензиновые двигатели AMC 150 2.5 L (4 цилиндра) и AMC 258 4,2 L (6 цилиндров). В 1991 году AMC 258 был заменён более мощным двигателем AMC 242 4,0 L (6 цилиндров, мощность 180 л. с. (134 кВт)) с впрыском топлива.
В 1992 году был удлинён каркас безопасности для возможности установить для задних пассажиров ремни безопасности с диагональной ветвью (в отличие от поясных ремней, устанавливаемых ранее), в следующем, 1993 году, в качестве опции была добавлена антиблокировочная тормозная система. В 1994 году впервые для 4-цилиндровых Jeep YJ стала предлагаться автоматическая коробка передач. 1995 год был единственным годом, когда использовались полностью оцинкованные кузов и рама. В переходном 1996 году YJ выпускался как модель 1995 года, но с некоторыми улучшениями: усиленные петли задней двери, задние бамперы от TJ.
Помимо базовой версии выпускались несколько пакетов опций:
- Laredo — хромированная решетка радиатора и бамперы, жёсткая крыша, тонированные стекла, искусственная кожа в отделке салона
- Islander — предлагался с 1988 по 1992 год Особенности пакета: заход графики на нижнюю часть кузова и капот, логотипы на передних крыльях и запасном колесе, увеличенный топливный бак, легкосплавные колесные диски, ковровые покрытия, центральная консоль с подстаканником
- Sport — раскраска в стиле «спорт»
- Sahara — специальная обивка сидений, дополнительные карманы для хранения, внутренние панели дверей с карманами, на передний бампер установлены противотуманные фары и пластиковые наконечники
- Renegade — предлагался с 1991 по 1994 год. Сначала все «Ренегаты» красились в белый, чёрный или красный цвет, но в 1992 году был добавлен синий, а в 1993 году бронзовый цвет. Пакет стоил $4266 и включал специальные диски шириной 8 дюймов, шины 29x9.5R15 LT OWL Wrangler A/T, полноразмерное запасное колесо, противотуманные фары (интегрированные в передние крылья), ковровые покрытия в салоне, пластиковые передние и задние бамперы, центральная консоль с подстаканниками и другие дополнения. В то время как базовый Wrangler с рядной шестёркой продавался за $12356, с пакетом Renegade цена доходила до $18588, из-за этого продажи были ограничены, и сегодня эти экземпляры считается редкостью. Цена и «смешные пластиковые крылья» ограничили использование внедорожных возможностей, поэтому Jeep Renegade, как правило, используется в качестве «пляжного крейсера».
- Rio Grande — новые цвета окраски (золотистый, «манго», «зелёный мох»)

## Wrangler TJ

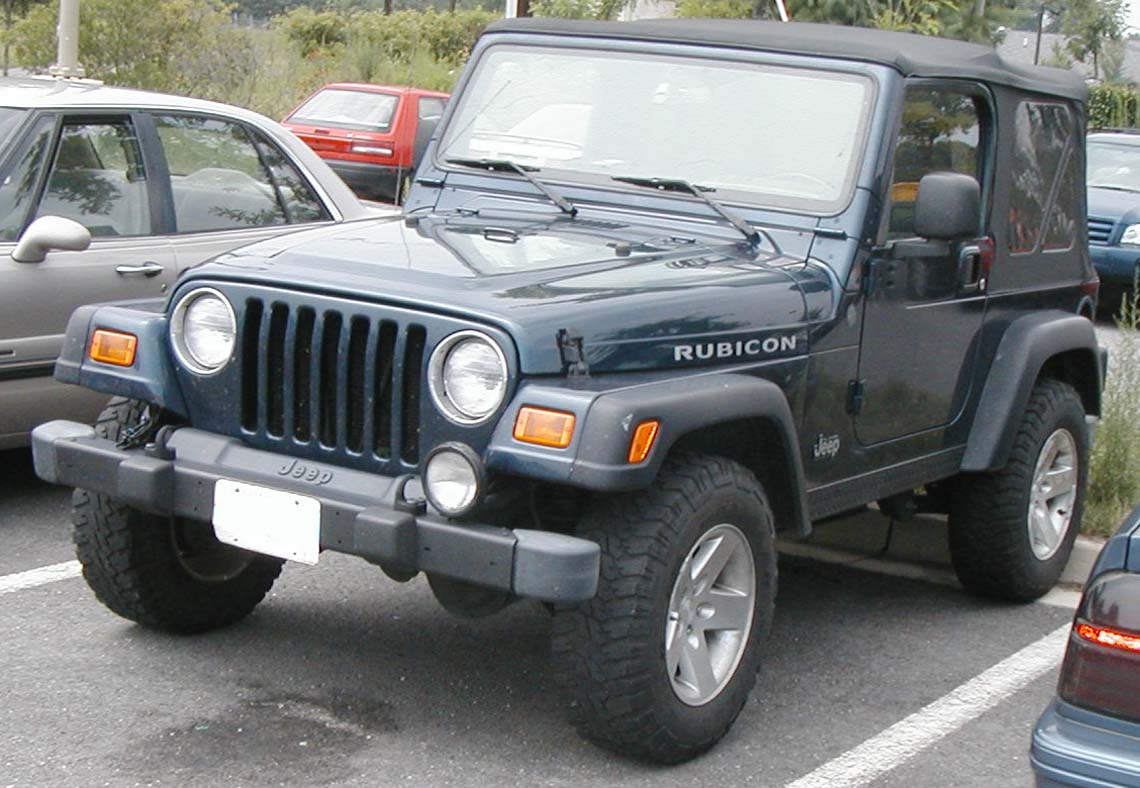
Jeep Wrangler TJ Rubicon

Весной 1996 года был выпущен Jeep Wrangler серии TJ (1997—2006), но на рынок автомобиль поступил через год. Этот обновленный Wrangler обзавёлся пружинной подвеской колёс (по примеру Jeep Grand Cherokee) для повышения плавности хода и управляемости, и вернулся к классическим круглым фарам в стиле Jeep CJ. Базовый двигатель — AMC 242 4,0 L, используемый также в Jeep Cherokee и Jeep Grand Cherokee. Двигатель AMC 150 2.5 L устанавливался на модели начального уровня до 2003 года. В 2003 году его заменил DOHC4-цилиндровый двигатель Chrysler Neon 2,4 L.
Существовала версия Jeep TJ с правым рулём — для экспортных рынков, а также для почтовых перевозчиков в сельской местности США (эта версия была доступна только с автоматической коробкой передач).
В 1999 году топливный бак стандартной версии был увеличен до 72 л. С 1997 по 2002 год, боковые зеркала на дверях были с черными металлическими рамами, а с 2003 по 2006 год рамы зеркал были пластиковыми. В 2003 году 3-ступенчатая автоматическая коробка передач была заменена 4-ступенчатой с овердрайвом.
На базе данного семейства выпускалась армейская версия TJL, предназначенная для перевозки десанта или установки вооружения.

## Wrangler JK
Jeep Wrangler JK
Jeep Wrangler поколения JK выпускается с 2006 года Chrysler Group’s Toledo Assembly Plant в Толидо, Огайо. Каждый год компания Chrysler вносит изменения и усовершенствования в выпускаемые модели. 2006 год принес наиболее значимые изменения в модельный ряд.
Внедорожник изначально был представлен в двух моделях:
- Короткая колесная база: 3-дверный (2-дверный в американской классификации) в комплектации X, Sahara, Rubicon;
- Удлиненная колесная база Unlimited: 5-дверный (4-дверный в американской классификации) в комплектации Unlimited X, Unlimited Sahara, Unlimited Rubicon.

Колесная база 5-дверных автомобилей комплектаций Unlimited составляет 116 дюймов, что было достигнуто увеличением стандартной базы длиной 95,4 дюйма на 20,6 дюймов. Жесткость рамы, на которой построен Wrangler возросла на 100 %, кузова — на 50 % по сравнению с предыдущим поколением.
Jeep Wrangler JK выпускался как c лево- так и c правосторонним расположением рулевого управления.
Двигатель в модели JK был заменен новым 3.8 литровым двигателем Chrysler 3.8 компоновки V-6,обеспечивающим мощность 202 л.с и крутящий момент 321 Нм.
В 2011 году автомобиль получил новый, полностью переработанный интерьер.
В 2012 году бензиновый двигатель 3.8 был заменен новым, более мощным и экономичным двигателем Chrysler Pentastar объёмом 3.6 л. Для европейского рынка (включая Россию) Wrangler JK доступен и с дизельным двигателем объёмом 2.8 л производства итальянской компании VM Motori.
Для повышения безопасности Jeep Wrangler был оснащен такими системами как электронная система поддержания курсовой устойчивости ESP (Electronic Stability Program), 4-канальная антиблокировочная система тормозов, электронная система по предотвращению переворота. Возможна комплектация боковыми подушками безопасности в сиденьях. Безопасность внедорожника Wrangler JK была подтверждена краш-тестами, которые были проведены Национальным управлением безопасностью движения на трассах. 2007 по 2010 год Jeep Wrangler получал высший пятизвездочный рейтинг безопасности как для водителя так и для пассажира при лобовом столкновении.
Jeep Wrangler Unlimited имеет угол переднего свеса 44.4 градуса, угол продольной проходимости 20.8 град и угол заднего свеса 40.5 град. Дополнительно Jeep Wrangler Unlimited комплектуется размыкающимся передним поперечным стабилизатором подвески — Active Sway Bar System (ASBS), обеспечивающим повышенный угол артикуляции переднего моста. Wrangler JK оснащается передним ведущим мостом DANA 30 (или усиленным мостом DANA 44 в версии Rubicon) с пятирычажной подвеской на пружинах и задним ведущим мостом DANA 44 с аналогичной подвеской. Комплектации Sport и Sahara имеют систему полного привода Command-Trac®, включающую 2-ступенчатую раздаточную коробку с передаточным числом пониженной передачи 2.72. Комплектация Rubicon оснащается системой полного привода Rock-Trac® с 2-ступенчатой раздаточной коробкой с передаточным числом 4.10.

### Комплектации JK
Основными выпускаемыми комплектациями являются:
- Sport и Sport Unlimited — базовая комплектация, до 2009 года назывался Wrangler X. Покупатель может добавить в автомобиль дополнительные опции, такие как, например, кондиционер воздуха.
- Sport S и Sport S Unlimited — переименован из X-S в 2009 году, в стандартную комплектацию входят кондиционер воздуха, 17Х7.5 дюймовые алюминиевые колеса с 32 дюймовыми шинами, доступны дополнительные опции.
- Sahara и Sahara Unlimited — отличается окрашенными в цвет кузова защитными крыльями, электрической регулировкой стеклоподъемников, центральным замком в стандартной комплектации.
- Rubicon и Rubicon Unlimited — версия, подготовленная для бездорожья. Оснащается 32 дюймовыми колесами BF Goodrich Mud-Terrain KM с 17 дюймовыми литыми дисками. Автомобиль имеет передний и задний мосты Dana 44 с электрическими блокировками дифференциалов, раздаточную коробку с передаточным числом понижающей передачи 4.10, а также усиленные амортизаторы подвески и отключаемые стабилизаторы поперечной устойчивости.

Компания Chrysler каждый год выпускает ограниченную специальную серию моделей Jeep Wrangler, отличающуюся от основных моделей экстерьером, интерьером или дополнительными опциями.
В 2016 в связи с 75-летним юбилеем марки Jeep был представлен ограниченный спецвыпуск, который отличается влиянием военной тематики в честь военного прошлого машины: новый цвет кузова «Сержант» (Sarge) — оттенок зелёного, бронзовые элементы отделки и эмблема, показывающая, что машина принадлежит к ограниченному юбилейному выпуску.

## Wrangler JL
Четвёртое поколение Wrangler (модельный ряд 2018 года) было представлено в конце 2017 года (дебют состоялся на Los Angeles Auto Show). Среди новаций в JL представлены, в числе прочего, силовая установка Pentastar V6 (мощность — до 285 лс), новая восьмиступенчатая автоматическая коробка трансмиссии, удобно складываемые лобовое стекло и мягкий откидной верх, а также камера заднего вида без слепых пятен. Более современным стал и внешний вид машины хотя отмечается, что в дизайне налицо отсылки к более ранним моделям YJ и даже Jeep CJ-5.
В 2021 году была представлена гибридная модификация Wrangler 4xe, способная преодолевать более 50 км только на электрической тяге. Также на 2021 год было анонсировано появление нового Wrangler Rubicon с двигателем 6.4L Hemi V8 (по оценкам — до 470 лс).
JL производится, как и предшественники, на автомобильном заводе Toledo Complex в Толидо, штат Огайо. Модель продемонстрировала рекордные продажи в модельном ряду Wrangler с начала века (2018—2019 — США и Канада, 2019 — США, Канада и Европа).

## Безопасность
Автомобиль Jeep Wrangler Sahara прошел тест Euro NCAP в 2018 году:
| Euro NCAP                                                             | Euro NCAP | Euro NCAP | Euro NCAP             |
| --------------------------------------------------------------------- | --------- | --------- | --------------------- |
| · общий рейтинг                                                       |           |           |                       |
| 50%                                                                   | 69%       | 49%       | 32%                   |
| взрослый пассажир                                                     | ребёнок   | пешеход   | активная безопасность |
| Протестированная модель: Jeep Wrangler Sahara 4-Door Unlimited (2018) |           |           |                       |

## Jeep Wrangler в России
| Продажи, шт. | Продажи, шт. |
| Год          | В России     |
| ------------ | ------------ |
| 2015         | 177          |
| 2016         | 140          |
| 2017         | 85           |
| 2018         | 209          |
| 2019         | 418          |
| 2020         | 376          |
| 2021         | 560          |